# Asinnajaq
Asinnajaq est une artiste visuelle, écrivaine, cinéaste et conservatrice de l'art de Inukjuak, Québec, . Elle est surtout connue pour son film Trois mille (en) en 2017, qui reçoit une nomination au Prix Écrans canadiens du meilleur court métrage documentaire (en) au 6e Prix Écrans canadiens (en) . 
Elle a également été active en tant que conservatrice de projets d'art et de vidéo inuits, notamment au Pavillon canadien (en)  à la 58e Biennale de Venise et à l'Inuit Art Centre du Musée des beaux-arts de Winnipeg. 

## Biographie
Asinnajaq naît à Inukjuak, au Nunavik, et vit à Montréal, au Québec. Le nom « Asinnajaq » est un nom de famille qui signifie « marginal nomade » dans le dialecte Inuktitut local. Sa mère, Carol Rowan, est professeure d'université, et son père, Jobie Weetaluktuk, est cinéaste,. En 2015, elle obtient un baccalauréat en arts visuels au Nova Scotia College of Art and Design en Nouvelle-Écosse. Elle a assisté son père pour réaliser Timuti (2012), un film qu'il a réalisé à Inukjuak, domicile de leur famille éloignée. Elle est la nièce de Daniel Weetaluktuk, le premier archéologue Inuk au Canada, qui sera le sujet de son prochain court métrage Daniel . 

## Carrière
À travers son travail artistique, Asinnajaq s'inspire de la notion de respect des droits humains et du désir d'explorer son héritage inuit. Sa pratique est fondée sur la recherche et la collaboration. Son court-métrage Upinnaqusittik, réalisé en 2016, a été présenté en avant-première à iNuit Blanche, le tout premier festival des arts circumpolaires de St. John's. Alors qu'elle travaillait pour l'Office national du film, puisant dans leurs archives, elle a réalisé Trois mille (Three Thousand),. Parallèlement à son travail artistique, elle a dirigé des ateliers sur la culture inuit au Musée McCord avec sa mère,. Asinnajaq faisait également partie de l'équipe de conservation du pavillon canadien à la Biennale de Venise 2019. En 2020, elle est une des 25 récipiendaires du Prix Sobey pour les arts.

## Distinctions
| Année | Prix                                                               | Festival / Institution                                 | Emplacement                 |
| ----- | ------------------------------------------------------------------ | ------------------------------------------------------ | --------------------------- |
| 2020  | Prix Sobey pour les arts                                           | Prix Sobey pour les arts                               | Canada                      |
| 2019  | "Ô Canada - Québec, Premières Nations, etc." Programme             | Festival international du court métrage                | France                      |
| 2018  | Prix du meilleur court métrage autochtone                          | Festival du film de Skábmagovat                        | Finlande                    |
| 2018  | Prix international autochtone                                      | Festival du film maori de Wairoa                       | Nouvelle-Zélande — Aotearoa |
| 2017  | Compétition courte et moyenne durée                                | Rencontres Internationales du Documentaire de Montréal | Canada                      |
| 2017  | ImagineNative Film et Kent Monkman prix de la meilleure exposition | Festival des arts médiatiques                          | Canada                      |
| 2017  | Prix d'art autochtone                                              | REVEAL                                                 | Canada                      |